# ولادة عذرية
الولادة العذرية للمسيح هي عقيدة أساسية عامة في المسيحية، حيث يؤمن المسيحيون بأن مريم العذراء حملت بيسوع بقوة الروح القدس (متى 1: 18 ولوقا 1: 27) دون أن يمسّها بشر إتماماً لنبوة إشعياء القائلة: «وَلكِنْ يُعْطِيكُمُ السَّيِّدُ نَفْسُهُ آيَةً: هَا الْعَذْرَاءُ تَحْبَلُ وَتَلِدُ ابْناً وَتَدْعُو اسْمَهُ «عِمَّانُوئِيلَ»» (إشعياء 14:7).
يشترك المسيحيون والمسلمون بالإيمان بولادة المسيح من العذراء مريم دون تدخل رجل، ولكن مع وجود اختلافات في التفاسير الروحية والعقائدية لهذه الولادة.

## نبوة إشعيا
في النسخة الماسورتية للعهد القديم تترجم كلمة العذراء في (إشعيا 47: 14) بصبية (צםלה - almah)، وهذه الكلمة بالعبرية لا تحدد فيما إذا كانت الصبية عذراء أو متزوجة.
أما في النسخة السبعينية المكتوبة باليونانية والمعتمدة عند معظم الطوائف المسيحية فأن الكلمة المستخدمة هي (parthenos - παυρθε) العذراء، وهي الترجمة التي استشهد بها إنجيل متى (1: 23) والذي يعتقد بأنه كتب بين 60 و 70 للميلاد، لأن اليهود الناطقين باليونانية في تلك الحقبة درجوا على استعمال النسخة السبعينية، وهي النسخة التي تبنتها الجماعات المسيحية الأولى.

## النصوص
في مجموعة النصوص المسيحية بأكملها، لا نجد الولادة من العذراء إلا في إنجيل متى وإنجيل لوقا. يتفق الإنجيلان على أن زوج مريم كان اسمه يوسف، وأنه كان من نسل داود، وأنه لم يلعب أي دور في الحمل الإلهي ليسوع، ولكن بخلاف هذا فهما مختلفان تمامًا. ولا يذكر في إنجيل متى اكتتاب كيرينيوس أو الرعاة أو الدخول إلى الهيكل، ويشير إلى أن يوسف ومريم كانا يعيشان في بيت لحم وقت الولادة، بينما لا يوجد في إنجيل لوقا أي ذكر للمجوس الثلاثة أو الهرب إلى مصر أو مذبحة الأبرياء، ويذكر أن يوسف كان يعيش في الناصرة.
ويؤكد إنجيل متى على عذرية مريم بالإشارة إلى سفر إشعياء (باستخدام الترجمة اليونانية في الترجمة السبعينية، وليس المخطوطات الماسورتية العبرية) وفي بيانه السردي أن يوسف لم يكن له علاقات جنسية بها حتى بعد الولادة، وهو اختيار للكلمات يترك الباب مفتوحًا لاحتمال أن يكون بينهما علاقة بعد ذلك. ويقدم لوقا مريم كعذراء، ويصف حيرتها عندما قيل لها إنها ستلد طفلًا على الرغم من افتقارها إلى التجربة الجنسية، ويخبر القارئ أن هذا الحمل سيحدث من خلال الروح القدس.
هناك جدال جاد حول ما إذا كانت قصة الميلاد في لوقا جزءًا أصليًا من إنجيله. إذ كُتب الفصلان 1 و2 بأسلوب مختلف تمامًا عن بقية الإنجيل، كما أن اعتماد رواية الميلاد على الترجمة السبعينية اليونانية غائب عن الباقي. وهناك عناصر لوقية قوية في لوقا 1-2، لكن الاختلافات مذهلة بنفس القدر، كهوية يسوع باعتباره «ابن داود»، مثلًا هي موضوع بارز في رواية الميلاد، ولكن ليس في بقية الإنجيل. وفي الجزء الأول من القرن الثاني أنتج عالم اللاهوت الغنوصي مرقيون السينوبي نسخة من لوقا تفتقر إلى هذين الفصلين، وعلى الرغم من أنه متهم عمومًا بقصهما من نص أطول أشبه بنصنا، فإن الأنساب وروايات الميلاد غائبة أيضًا عن مرقس ويوحنا.

## السياق الثقافي
يقول متى 1:18 إن مريم كانت مخطوبة ليوسف. وكانت تبلغ من العمر اثني عشر عامًا أو أقل قليلًا في وقت الأحداث الموصوفة في الأناجيل، حيث كانت الخطوبة بموجب القانون اليهودي ممكنة للقاصرين، وهو ما يعني بالنسبة للفتيات أقل من اثني عشر عامًا أو قبل الحيض الأول. ووفقًا للعرف كان الزفاف سيقام بعد اثني عشر شهرًا، وبعد ذلك يأخذ العريس عروسه من منزل أبيها إلى منزله. وكانت الفتاة المخطوبة التي تمارس الجنس مع رجل غير زوجها تعتبر زانية. وإذا جرت محاكمتها أمام محكمة تُرجم هي والشاب حتى الموت، كما كان من الممكن لخاطبها إصدار وثيقة طلاق، وهذا وفقًا لمتى كان المسار الذي أراد يوسف اتخاذه قبل زيارة الملاك.
السياق الثقافي الأكثر ترجيحًا لكل من متى ولوقا هو الدوائر المسيحية اليهودية أو الدوائر المختلطة المسيحية البولسية/ المسيحية اليهودية المتجذرة في التقاليد اليهودية. وكان هؤلاء القراء يعرفون أن مجلس الشيوخ الروماني أعلن يوليوس قيصر إلهًا وخليفته أغسطس ليكون ديفي فيليوس، ابن الله قبل أن يصبح هو نفسه إلهًا عند وفاته في عام 14 م؛ وظل هذا هو النمط للإمبراطور اللاحق. وكانت الألوهية الإمبراطورية مصحوبة بقصص ميلاد إعجازية مناسبة، حيث أن أغسطس هو ابن الإله أبولو الذي أنجبه بينما كانت أمه البشرية نائمة، ومنح زوجها البشري حلمًا رأى فيه الشمس تشرق من رحمها، ووصفت النقوش حتى خبر الولادة الإمبراطورية الإلهية باسم إيفانجيليا، الإنجيل. وبالتالي فإن ولادة يسوع من عذراء كانت تحديًا مباشرًا للادعاء المركزي في اللاهوت الإمبراطوري الروماني، ألا وهو الحمل الإلهي ونسب الأباطرة.

## معرض صور

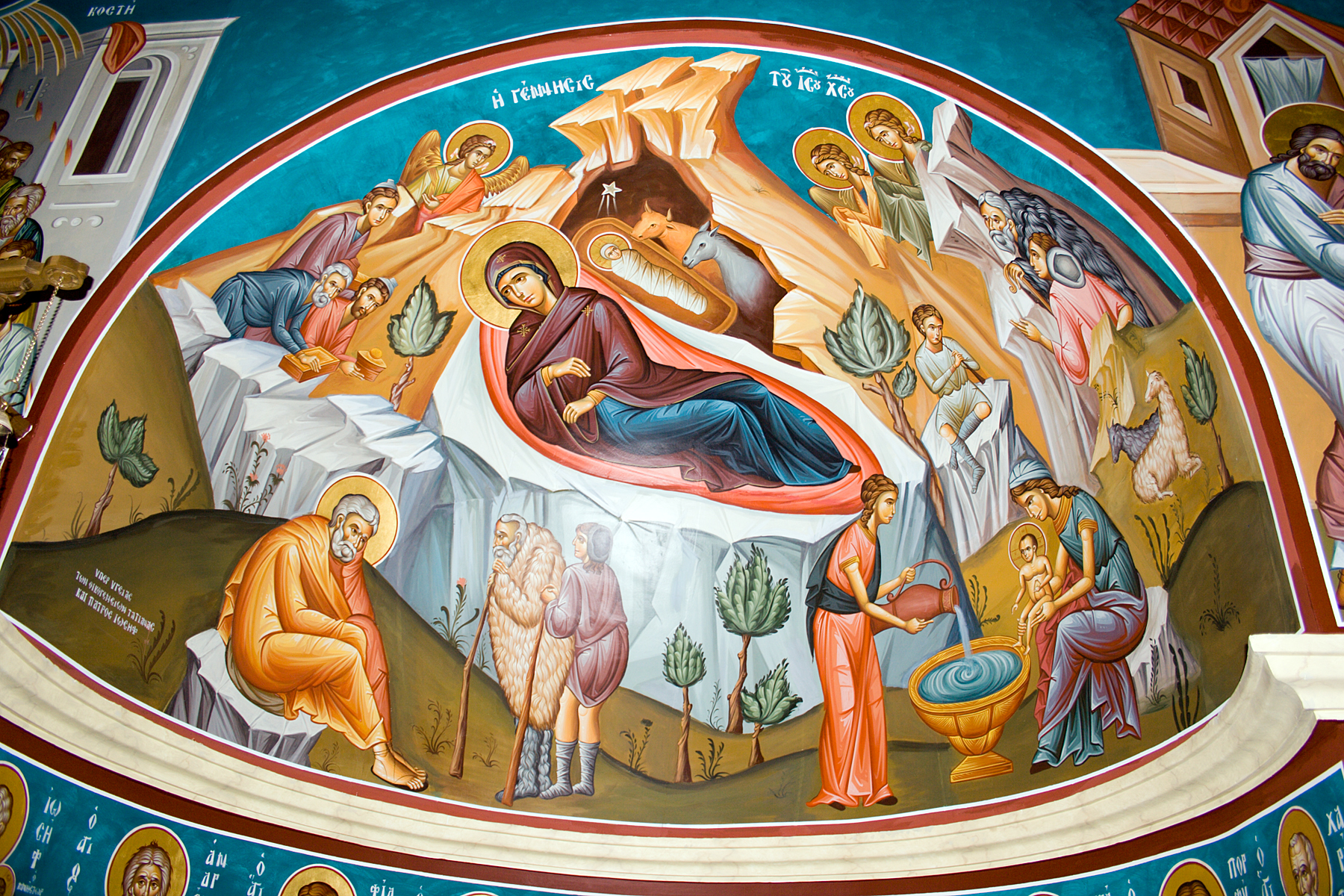
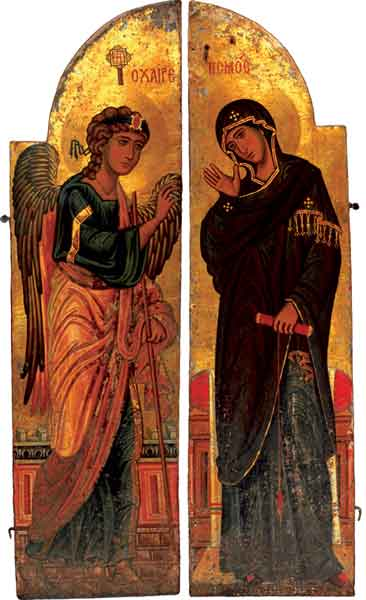
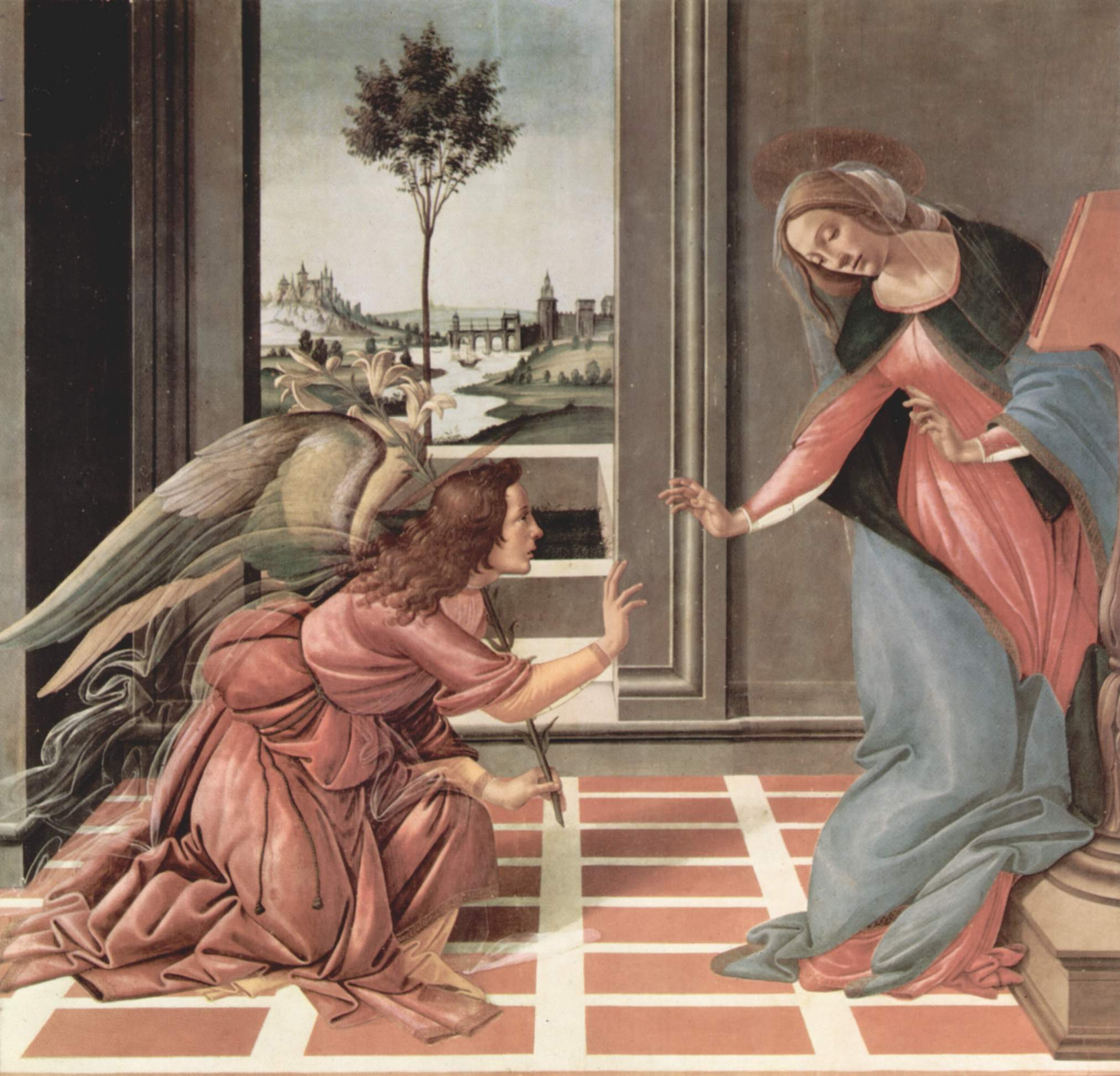
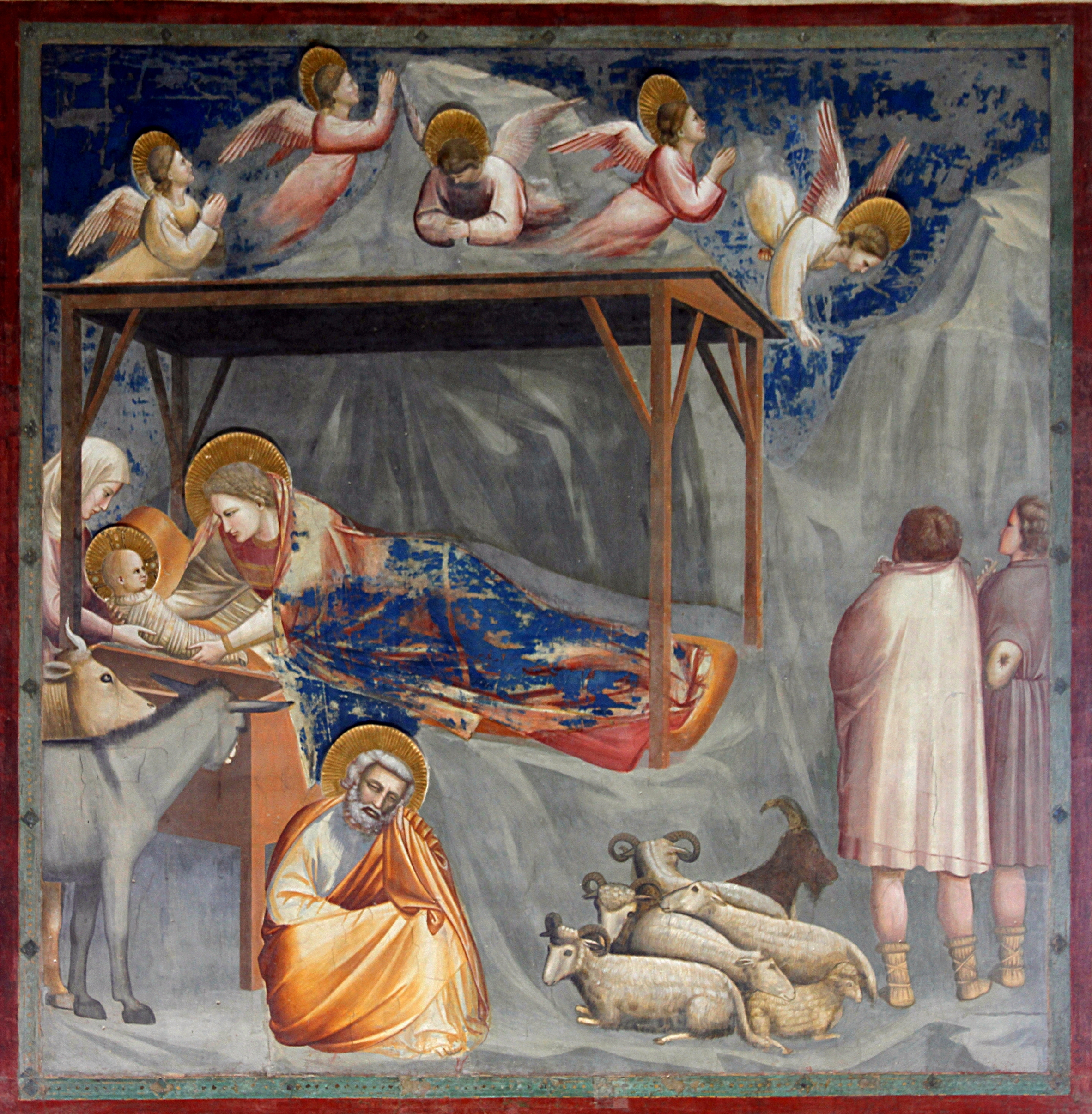
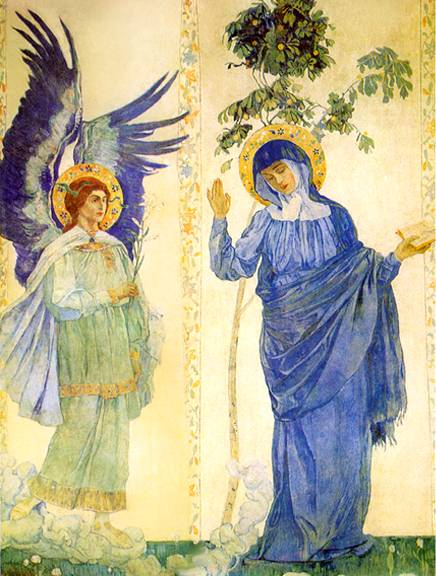